# Saint-Just-Chaleyssin
Saint-Just-Chaleyssin – miejscowość i gmina we Francji, w regionie Owernia-Rodan-Alpy, w departamencie Isère.
Według danych na rok 1990 gminę zamieszkiwało 1848 osób, a gęstość zaludnienia wynosiła 132 osób/km² (wśród 2880 gmin regionu Rodan-Alpy Saint-Just-Chaleyssin plasuje się na 464. miejscu pod względem liczby ludności, natomiast pod względem powierzchni na miejscu 841.).